# Новый Чолак
Новый Чолак (рум. Ciolacu Nou, Чолаку-Ноу) — село в Фалештском районе Молдавии. Является административным центром коммуны Новый Чолак, включающей также сёла Старый Чолак, Фэгэдэу, Покровка и Шолтоая.

## История
В Молдавской ССР село называлось Новая Челаковка.

## География
Село расположено на высоте 118 метров над уровнем моря.

## Население
По данным переписи населения 2004 года, в селе Чолаку-Ноу проживает 1205 человек (566 мужчин, 639 женщин).
Этнический состав села:
| Национальность | Число жителей | Процентный состав |
| -------------- | ------------- | ----------------- |
| украинцы       | 937           | 77.76             |
| молдаване      | 232           | 19.25             |
| русские        | 30            | 2.49              |
| гагаузы        | 3             | 0.25              |
| поляки         | 1             | 0.08              |
| прочие         | 2             | 0.17              |
| Всего          | 1205          | 100 %             |